# Travis Van Winkle
Travis Scott Van Winkle (Victorville, 4 november 1982) is een Amerikaans acteur.

## Biografie
Van Winkle werd geboren in Victorville als tweede van drie kinderen. Op tweejarige leeftijd verhuisde het gezin naar Oscoda en op achtjarige leeftijd verhuisden zij naar Peachtree City, waar Van Winkle naar de highschool ging. Op 20-jarige leeftijd besloot hij acteur te worden en hij verhuisde naar Hollywood ter wille van zijn acteercarrière.
Van Winkle begon in 2004 met acteren in de televisieserie That's So Raven, waarna hij nog meerdere rollen speelde in televisieseries en films. Hij is vooral bekend van zijn rol als Jonah Breeland in de televisieserie Dokter Hart (2013) en van zijn rol als luitenant Danny Green in de televisieserie The Last Ship (2014-2018).

## Filmografie

### Films
Uitgezonderd korte films.
- 2024: Road House - als Dex
- 2021: 'Tis the Season to be Merry - als Adam Walters
- 2020: Project Christmas Wish - als Lucas
- 2019: Senior Love Triangle - als Spencer
- 2017: Christmas Getaway - als Scott Hays
- 2015: Bound & Babysitting - als Alex
- 2014: Mantervention - als Coke
- 2012: A Star for Christmas - als Jared
- 2012: Bloodwork - als Greg
- 2012: Last Call - als Danny
- 2012: Rites of Passage - als Hart
- 2011: 247°F - als Ian
- 2009: Friday the 13th - als Trent
- 2008: Asylum - als Tommy
- 2008: Meet the Spartans - als Sonio
- 2007: Transformers - als Trent DeMarco
- 2006: Left in Darkness - als Corby
- 2006: Dorm Daze 2 - als student
- 2006: Accepted - als Hoyt Ambrose
- 2005: Confession - als Scott

### Televisieseries
Uitgezonderd eenmalige gastrollen.
- 2023-2025: FUBAR - als Aldon - 11 afl.
- 2021, 2025: You - als Canry Conrad - 9 afl.[1]
- 2022: Good Sam - als dr. Eric Kace - 4 afl.
- 2019: Instinct - als rechercheur Ryan Stock - 11 afl.
- 2014-2018: The Last Ship - als luitenant Danny Green - 56 afl.
- 2013: Dokter Hart - als Jonah Breeland - 5 afl.
- 2012: Squad 85 - als Rusty - 6 afl.
- 2012: Dating Rules from My Future Self - als Marc - 3 afl.
- 2011: Happy Endings - als Bo Bazinski - 2 afl.
- 2009: 90210 - als Jamie - 4 afl.